# Lee Chan-dong
Lee Chan-dong (kor. 이찬동; * 10. Januar 1993 in Eumseong) ist ein südkoreanischer Fußballspieler.

## Karriere

### Verein
Lee Chan-dong erlernte das Fußballspielen in den Schulmannschaften der Taeul Elementary School, Seogwipo Middle School und der Cheongju Daesung High School sowie in der Universitätsmannschaft der Universität Incheon. Seinen ersten Vertrag unterschrieb er am 1. Januar 2014 beim Gwangju FC. Das Fußballfranchise aus Gwangju spielte in der zweiten südkoreanischen Liga. Am Ende seiner ersten Saison wurde er mit Gwangju Tabellenvierter und qualifizierte sich für die Relegation zur ersten Liga. Hier konnte man sich gegen Gyeongnam FC durchsetzen und stieg in die erste Liga auf. Im Januar 2017 wechselte er zum Ligakonkurrenten Jeju United nach Jeju-si. Von Januar 2019 bis Ende August 2020 wurde er an den Sangju Sangmu FC ausgeliehen. Bei dem Klub stehen professionelle Spieler unter Vertrag, die ihre Wehrpflicht ableisten, um auf gleichem Niveau weiterspielen zu können. Nach dem Wehrdienst kehrte er Ende August 2020 zu Jeju zurück. Hier stand er bis Anfang 2021 unter Vertrag. Im Februar 2021 unterschrieb er einen Vertrag bei seinem ehemaligen Verein, dem Erstligisten Gwangju FC. Am Ende der Saison musste er mit Gwangju in die zweite Liga absteigen. Hier spielte er noch ein Jahr. Nach insgesamt 23 Ligaspielen wurde sein Vertrag Ende 2022 nicht verlängert. Von Anfang 2023 bis Sommer 2023 war er vertrags- und vereinslos. Im Juni 2023 zog es ihn nach Thailand, wo er einen Vertrag beim Erstligisten Chonburi FC unterschrieb. Am Ende der Saison 2023/24 belegte er mit dem Verein aus Chonburi den 14. Tabellenplatz und musste somit in die zweite Liga absteigen. Nach dem Abstieg wurde sein Vertrag im Sommer 2024 nicht verlängert. Für die Sharks bestritt er 20 Ligaspiele.

### Nationalmannschaft
Lee Chan-dong spielte 2015 viermal in der südkoreanischen U22-Nationalmannschaft. 2016 spielte er zweimal für das südkoreanische Olympiateam sowie fünfmal für die U23. Sein Debüt in der südkoreanischen A-Nationalmannschaft gab er am 27. Januar 2018 in einem Freundschaftsspiel gegen Moldawien. Bei dem 1:0-Sieg stand er in der Startelf und spielte die kompletten 90 Minuten.